# Club Deportivo Marte
Il Club Deportivo Marte, anche noto come Marte Morelos, è stata una società calcistica messicana, con sede a Cuernavaca.

## Storia

### I primi anni
Sebbene il CD Marte fu fondato nel 1928, la sua storia iniziò una decina di anni prima. Tra il 1918 ed il 1920 l'insegnante della scuola Horacio Mann, Maximino Martínez, fondò una squadra di calcio a cui aderirono alcuni studenti nominandola Esparta. Fra i membri fondatori vi era anche il futuro calciatore della nazionale Óscar Bonfiglio.
Nel 1921 il colonnello Rafael Aguirre, capo del dipartimento di contabilità ed amministrazione presso il ministero della difesa, creò una sua squadra chiamandola Cuenta y Administración ed integrando alcuni giocatori dell'Esparta. In vista della stagione 1922-1923 della massima divisione messicana, all'epoca campionato amatoriale, iscrisse la sua squadra con il nome Guerra y Marina. L'anno seguente venne vietato l'utilizzo dei dipartimenti statali come nome per le squadre di club, e la società mutò in Son-Sin, abbreviazione di Sonora e Sinaloa. Con questo nome giocò una sola stagione per via della promozione del colonnello al rango di generale con conseguente trasferimento nella città di Guaymas, fatto che sciolse la società.
Alcuni anni dopo Aguirre contatto nuovamente Óscar Bonfiglio, nel frattempo passato alle Asturies dopo la scomparsa del Son-Sin, per pianificare il ritorno del club. Nel 1928 fu quindi fondato a Città del Messico il Club Deportivo Marte, nominato così in onore di Marte, Dio della guerra. Inoltre il club adotto una divisa completamente bianca, da cui derivò il soprannome Merengues.

### Club Deportivo Marte
Iscritto al campionato di Primera Fuerza 1928-1929, riuscì subito a conquistare il titolo con 14 punti frutto di 7 vittorie ed una sconfitta (all'epoca venivano assegnati 2 punti in caso di successo). Al termine del torneo 1932-1933 scomparve per quattro stagioni, facendo ritorno in vista dell'annata 1937-1938.
Nel 1942-1943 vinse il suo secondo campionato, l'ultimo dell'era amatoriale, terminando primo con un solo punto di vantaggio sull'Atlante. Conquistò anche il trofeo Campeón de Campeones grazie alla vittoria per 1-0 sul Moctezuma.
La stagione successiva fu uno dei club fondatori della moderna Primera División, primo torneo messicano a carattere professionistico. Negli anni a venire non riuscì ad essere competitivo occupando in pianta stabile le ultime posizioni di classifica e nel 1953 cambiò sede spostandosi a Cuernavaca.
Nel campionato 1953-1954 conquistò, a sorpresa, il suo terzo titolo messicano concludendo il torneo al primo posto con un punto di vantaggio sull'Oro. Al termine della competizione vinse anche il trofeo Campeón de Campeones sconfiggendo l'América per 3-2.
Nel 1955 retrocesse in Segunda División terminando il campionato all'ultimo posto e non riuscendo a conquistare la permanenza nel corso del mini-torneo dei playout. La stagione successiva terminò nuovamente all'ultima posizione riuscendo a salvarsi in quanto non erano previste retrocessioni. Il 18 settembre 1957 fu escluso dal torneo per aver schierato due giocatori non registrati nella 19ª giornata, scomparendo dal calcio messicano per alcuni decenni.

### Marte Morelos e Potros Marte Pegaso
Nel 1992 il club tornò in vita acquistando la franchigia di Segunda División dello Zitlaltepec e cambiandone il nome in Marte Morelos. Disputò due campionati mediocri al termine dei quali fu comunque incluso nella nuova seconda divisione messicana, la Primera "A".
Nel torneo Invierno 1996 per la prima volta dalla sua rifondazione riuscì a qualificarsi per la Liguilla, uscendo ai quarti di finale per mano dell'Atlético Hidalgo. Al termine della stagione 1997-1998 retrocesse nuovamente.
La squadra venne acquistata dal Grupo Pegaso che ne cambiò nome e colori sociali, diventando Potros Marte Pegaso ed indossando una divisa arancio-blu. Nel 2000 vinse il campionato di Segunda División ritornando nuovamente in seconda divisione ed in occasione del torneo di Invierno raggiunse la semifinale di Liguilla perdendo contro i Gallos Hidrocálidos (A) per 4-3.
Al termine della stagione 2000-2001 la franchigia si trasferì ad Acapulco facendo di fatto rinascere i Guerreros de Acapulco e ponendo fine alla storia dei Marcianos.

## Cronistoria del nome
- Esparta: (1918-1920) Nome del club studentesco fondato da Maximino Martínez.
- Cuenta y Administración: (1921-1922) Nome del club fondato dal colonnello Rafael Aguirre.
- Guerra y Marina: (1922-1923) Nome acquisito dopo l'iscrizione in Primera Fuerza.
- Son-Sin: (1923-1924) Nome assunto dopo il veto della federazione sull'utilizzo di nomi facenti riferimento ad apparati statali.
- Club Deportivo Marte: (1928-1957) Nome originale del club.
- Marte Morelos: (1992-1998) Nome del club dopo la rifondazione del 1992.
- Potros Marte Pegaso: (1998-2001) Nome del club dopo l'acquisizione da parte del Grupo Pegaso.

## Palmarès
- Campionato messicano amatoriale di prima divisione: 2

1928-1929, 1942-1943
- Campionato messicano di prima divisione: 1

1953-1954
- Campeón de Campeones: 2

1942-1943, 1953-1954